# أزمة الحبشة

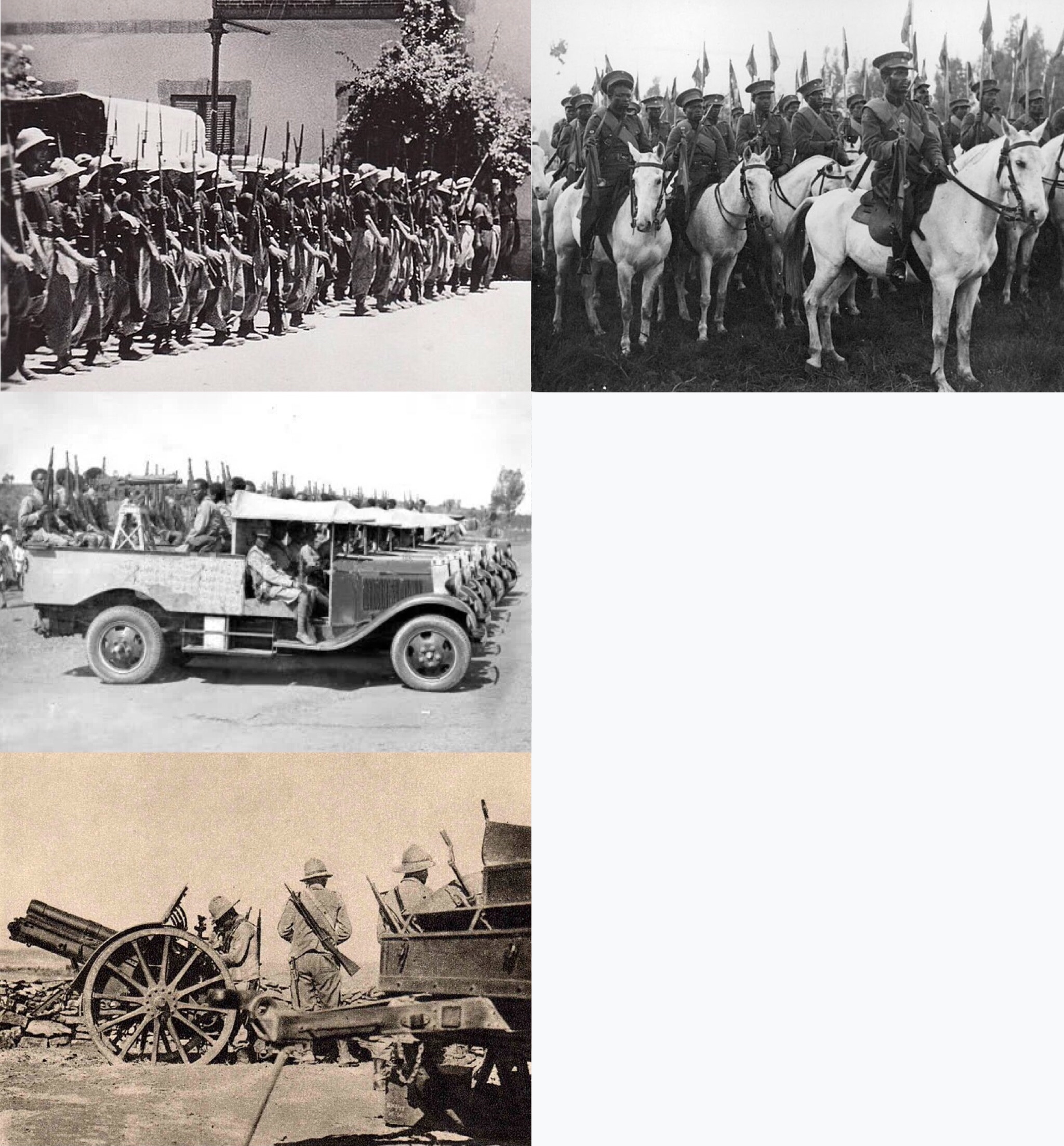
صور من الحرب الإيطالية الإثيوبية الثانية وهي (مع عقارب الساعة من أعلى اليسار):
- الجناح العسكري المعروف باسم القمصان السوداء - أيطاليا
- جنود إثيوبيون يمتطون الجياد
- جنود الجيش الملكي الإيطالي
- دبابة إثيوبية
- المدفعية الإيطالية.
- شاحنات إثيوبية مزودة بمدافع رشاشة.

أزمة الحبشة هي أزمة دولية حدثت في عام 1935 بعد حادثة تسمى حادثة ويلويل. حكمت عصبة الأمم ضد إيطاليا وصوتت لصالح فرض عقوبات اقتصادية عليها، ولكن لم يتم تطبيقها بالكامل. تجاهلت إيطاليا العقوبات وانسحبت من العصبة، وعقدت صفقات خاصة مع بريطانيا وفرنسا، واحتلت الحبشة في نهاية المطاف بعد أن هزمتها في الحرب الإيطالية الإثيوبية الثانية. أضرّت الأزمة بمصداقية عصبة الأمم ودفعت إيطاليا إلى الاقتراب أكثر من التحالف مع ألمانيا النازية. اتبعت كل من إثيوبيا وإيطاليا سياسة الاستفزاز ضد بعضهما البعض واستعدت إيطاليا لغزو إثيوبيا.

## خلفية الأحداث

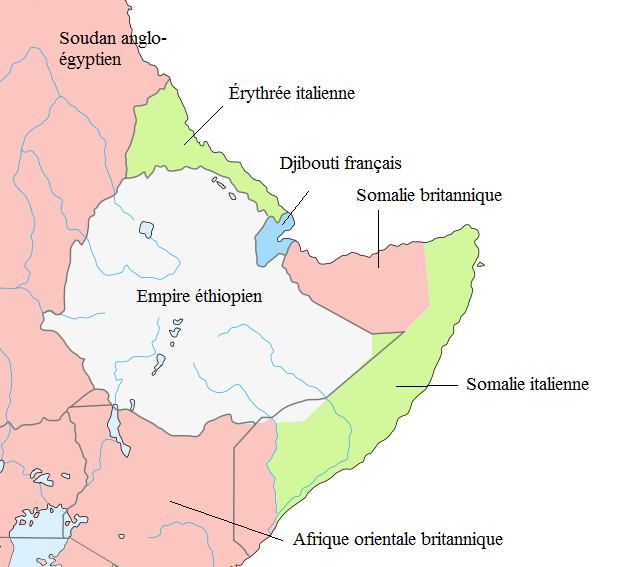
الوضع الاستعماري في منطقة القرن الأفريقي في ثلاثينيات القرن العشرين

كانت كل من إيطاليا وأثيوبيا دولتين أعضاء في عصبة الأمم، ففي حين انضمت أثيوبيا إلى العصبة في 28 سبتمبر 1923، كانت إيطاليا من المؤسسين للعصبة في سنة 1919. ووفق المادة العاشرة من ميثاق عصبة الأمم وقعت كل من أثيوبيا وإيطاليا معاهدة صداقة في 2 أغسطس من سنة 1928 وقد تضمنت المعاهدة صداقة لمدة عشرين سنة بين البلدين. كما وقعت الدولتان في 27 أغسطس من نفس العام على ميثاق بريان كيلوج وهي معاهدة كانت تهدف إلى نبذ الحرب كأداة سياسية.

### حادثة ويلويل
نصت المعاهدة الإيطالية الإثيوبية لعام 1928 على أن يكون طول الحدود بين أرض الصومال الإيطالية وإثيوبيا هو 21 فرسخًا (حوالي 118.3 كم أو 73.5 ميل) تبدأ من ساحل بنادر وموازية له. في عام 1930، قامت إيطاليا ببناء حصن في واحة ويلويل في شرق أوجادين بما يتجاوز حد 21 فرسخ المتفق عليه. كان الحصن في منطقة حدودية بين الدولتين والتي لم تكن محددة جيدًا؛ تقع هذه المنطقة اليوم على بعد 130 كم (81 ميل) داخل إثيوبيا. شكل هذا الحصن انتهاكاً واضح لمعاهدة الصداقة الإيطالية الحبشية. وكان من الواضح أن بناء الحصن هو جزء من خطة للزحف تدريجيا على الأراضي الإثيوبية.
في 29 سبتمبر 1934، أصدرت إيطاليا والحبشة بيانًا مشتركًا للتخلي عن أي أعمال عدونية ضد بعضهما البعض.
في 22 نوفمبر 1934، وصلت قوة عسكرية قوامها 1000 جندي من الميليشيا الإثيوبية مع ثلاثة من الفيتوراري (الاسم الذي يُطلق على القادة العسكريين الإثيوبيين) قريبا من مدينة ويلويل، وطلبت القوة رسميًا من قوات الدوبات (أو أصحاب العمائم البيضاء)^ التي تحرس المنطقة بالإنسحاب منها، رفض ضابط الصف الصومالي الذي يقود المجموعة الانسحاب، وقام بإبلاغ النقيب سيماروتا (الذي كان متمركزا على بعد 20 كيلومترًا (12 ميل)) بما حدث.
في اليوم التالي، وأثناء عملية مسح للحدود بين أرض الصومال البريطانية وإثيوبيا، وصل أعضاء لجنة الحدود الأنجليزية-الإثيوبية إلى ويلويل. والتقت اللجنة بقوة إيطالية كانت قد وصلت للتو إلى المنطقة. احتج أعضاء لجنة الحدود البريطانية على وجود القوة الإيطالية وانسحبوا لتجنب وقوع مناوشات. لكن الأعضاء الإثيوبيين في لجنة الحدود مكثوا في ويلويل.
في الفترة من 5 إلى 7 ديسمبر، ولأسباب لم يتم تحديدها بشكل واضح، حدثت مناوشات بين قوات الدوبات الصومالية التي كانت تخدم مع القوات الإيطالية وقوة من الإثيوبيين المسلحين. وبحسب الإيطاليين، هاجم الإثيوبيون الصوماليين بالبنادق والرشاشات. أما الرواية كما ذكرها الإثيوبيين فقالت أن الطليان هاجموهم باستخدام دبابتين وثلاث طائرات. في النهاية، قُتل ما يقرب من 107 إثيوبيًا و50 إيطاليًا وصوماليًا.
لم يفعل أي من الطرفين شيئا لتجنب المواجهة ومنع تصعيد الأمور. وهدد الإثيوبيون مرارًا القوة الإيطالية بشن هجوم مسلح، بينما أرسل الإيطاليون طائرتين فوق المعسكر الإثيوبي. رأى قائد إحدى الطائرتين النقيب سيماروتا وسط الأراضي الأثيوبية واعتقد أنه قد تم أسره فقام بإطلاق الرصاص من رشاش ولكن لم ينتبه له أحد.

## الاستجابة الدولية والجهود اللاحقة
- في 6 ديسمبر، 1934، احتج الإمبراطور هيلا سيلاسي الأثيوبي على العدوان الإيطالي في ويلويل. وطالب في 8 ديسمبر باعتذار إيطاليا.
- في 11 ديسمبر، طالبت أثيوبيا بالحصول على تعويضات مالية واستراتيجية.
- في 3 يناير عام 1935 ناشدت إثيوبيا عصبة الأمم للتحكيم في حادث ويلويل. لكن رد العصبة لم يكن حاسم، فبرأت لجنة التحكيم التابعة للعصبة كلا البلدين من أي تهمة.[10] لكن في واقع الأمر، كانت عدة دول تعمل بشكل مستقل عن العصبة من أجل الحفاظ على إيطاليا كحليف لها. وبعد وقت قصير من مناشدة إثيوبيا، اجتمع وزير الخارجية الفرنسي بيير لافال وسكرتير الخارجية البريطاني صمويل هور مع بنيتو موسوليني في روما.
- في 7 يناير 1935 أسفر الاجتماع بين لافال وموسوليني على اتفاق بين فرنسا وإيطاليا. أعطت هذه المعاهدة إيطاليا أجزاء من أرض الصومال الفرنسية (جيبوتي حاليا) وإعادة تعريف الصفة الرسمية للإيطاليين في تونس الخاضعة لفرنسا، وأعطى إيطاليا حرية التعامل مع أثيوبيا. في مقابل هذا كانت فرنسا تأمل بالحصول على الدعم الإيطالي ضد العدوان الألماني.
- في 25 يناير 1935 قُتل 5 جنود افارقة مجندين في الجيش الإيطالي على أيدي الجيش الأثيوبي.[11]
- في 10 فبراير حشد موسوليني في فرقتين ضد أثيوبيا.[11]
- في 23 فبراير، بدأ موسوليني بإرسال أعداد كبيرة من القوات الإيطالية إلى أريتريا والصومال. كانت هذه المستعمرات الإيطالية تحد إثيوبيا من الشمال الشرقي والجنوب الشرقي على التوالي. ولم يشهد هذا الحشد أي احتجاج دولي يذكر.
- في 8 مارس طلبت إثيوبيا مرة أخرى التحكيم وأشارت إلى تراكم الحشود العسكرية الإيطالية. وبعد ثلاثة أيام وافقت إيطاليا وإثيوبيا على إنشاء منطقة محايدة في أوغادين.
- في 17 آذار ناشدت إثيوبيا مجددا العصبة للحصول على مساعدة ردا على استمرار إيطاليا في حشد القوات.
- في 22 مارس، استسلم الإيطاليون للضغط من عصبة الأمم للخضوع للتحكيم في النزاع الناشئ عن حادثة ويلويل، لكنهم استمروا في حشد قواتهم في المنطقة. في 11 مايو، احتجت إثيوبيا مرة أخرى على التعبئة الإيطالية المستمرة. عقدت عصبة الأمم جلسة خاصة لمناقشة الازمة في إثيوبيا بين 20 و21 مايو.
- في 19 يونيو طلبت إثيوبيا مراقبين محايدين.
- في الفترة من 23 إلى 24 يونيو، حاولت المملكة المتحدة تهدئة الأزمة بإرسال وكيل وزارة الخارجية للشؤون الخارجية أنتوني إيدن لمحاولة التوسط في اتفاقية سلام. لم تنجح المحاولة، واتضح أن موسوليني كان ينوي الغزو.
- في 25 يوليو، فرضت المملكة المتحدة حظرًا على مبيعات الأسلحة لكل من إيطاليا وإثيوبيا. يعتقد العديد من المؤرخين أن الحظر جاء ردًا على المرسوم الإيطالي الذي يرى بيع الأسلحة لإثيوبيا على أنه عمل غير ودي تجاه إيطاليا بينما يعتقد مراقبون آخرون أن المملكة المتحدة كانت تحمي مصالحها الاقتصادية في شرق إفريقيا. كما سحبت المملكة المتحدة سفنها الحربية من البحر الأبيض المتوسط، مما سمح لإيطاليا بالوصول دون عوائق إلى شرق إفريقيا.
- في 25 يونيو التقى مسؤولون إيطاليون والإثيوبيون في لاهاي لمناقشة مسألة التحكيم وانهارت المحادثات في 9 يوليو.
- في 12 أغسطس، طالبت إثيوبيا برفع الحظر المفروض على الأسلحة.
- في 16 أغسطس، عرضت فرنسا والمملكة المتحدة على إيطاليا تنازلات كبيرة في إثيوبيا لمحاولة تجنب الحرب، لكن إيطاليا رفضت العروض.
- في 22 أغسطس، أعادت بريطانيا تأكيد التزامها بحظر الأسلحة.
- في 4 سبتمبر، اجتمعت عصبة الأمم مرة أخرى وبرأت كل من إيطاليا وإثيوبيا من أي ذنب في حادثة ويلويل، على أساس أن كل دولة كانت تعتقد أن ويلويل كان داخل حدودها الإقليمية.
- في 10 سبتمبر، وافق بيير لافال وأنتوني إيدن وحتى السير صمويل هور على القيود المفروضة على العقوبات ضد إيطاليا.[7]
- في 25 سبتمبر، طلبت إثيوبيا مرة أخرى وجود مراقبين محايدين.
- في 27 سبتمبر، أيد البرلمان البريطاني مبادرة كوني زيلياكوس (عضو البرلمان) وأقر بالإجماع بفرض عقوبات على إيطاليا في حالة استمرارها في سياستها تجاه إثيوبيا.
- في 28 سبتمبر، بدأت إثيوبيا في حشد جيشها الضخم، والذي كان ضعيف التجهيز.
- في 7 نوفمبر، أقرت الدولة الأيرلندية «مشروع قانون عصبة الأمم»، الذي يفرض عقوبات على إيطاليا.[12]

## الحرب والاحتلال
في يوم 3 أكتوبر من سنة 1935، وبعد فترة وجيزة من تبرئة عصبة الامم للطرفين في حادثة ويلويل. قامت القوات المسلحة الإيطالية بغزو أثيوبيا وعبرت طريق أريتيريا. مما دفع إثيوبيا إلى إعلان الحرب على إيطاليا، وبالتالي بدأت الحرب الإيطالية الحبشية الثانية.
في 7 أكتوبر أعلنت عصبة الأمم أن إيطاليا هي الدولة المعتدية، وبدأت عملية بطيئة لفرض عقوبات على إيطاليا. ومع ذلك، كانت العقوبات محدودة. ولم تشمل العقوبات العديد من المواد الحيوية مثل النفط، ولم يتم تطبيق العقوبات من قبل جميع أعضاء عصبة الأمم. اقترح المندوب الكندي في عصبة الأمم والتر ريدل، أن تضيف العصبة الفولاذ والنفط إلى قائمة العقوبات، مما دفع الصحافة العالمية للتحدث عن «المبادرة الكندية» وعن قيام رئيس الوزراء الكندي ويليام كينج بالضغط من أجل فرض عقوبات نفطية على إيطاليا.
رفضه ماكنزي كينج التصريح الذي أدلى به ريدل وقال أنه قد تصرف من تلقاء نفسه وأعلن أنه غير صحيح على الإطلاق لأنه في الواقع لم يتخذ أي قرار بشأن أي شيء، قائلاً إنه لم يسمع بهذه «المبادرة الكندية» مطلقًا. كانت معارضة ويليام كينج لـ «مبادرة ريدل الكندية» مدفوعة بالسياسة الداخلية حيث كان موسوليني محل إعجاب على نطاق واسع في كيبيك الكاثوليكية، وخاصة من قبل المثقفين القوميين في كيبيك، كما فاز حزب كينغ الليبرالي بأغلبية المقاعد في كيبيك في انتخابات عام 1935. كان كينج خائفا من احتمال أن تتولى كندا زمام المبادرة في فرض عقوبات نفطية على إيطاليا مما قد يتسبب في خسارة الليبراليين لمقاعدهم في كيبيك في الانتخابات القادمة، لهذا السبب لم يعد يُسمع أي أخبار عن «المبادرة الكندية».
كانت الولايات المتحدة غير مبالية بشكل عام بالعقوبات الضعيفة التي فرضتها عصبة الأمم وزادت من صادراتها إلى إيطاليا، لم تتخذ المملكة المتحدة وفرنسا أي إجراءات جادة ضد إيطاليا، مثل منع وصول إيطاليا إلى قناة السويس. حتى استخدام إيطاليا للأسلحة الكيماوية التي انتهكت المعايير الدولية لم تؤدي إلى تغيير نهج عصبة الأمم في التعاطي مع الأزمة.
في أواخر ديسمبر 1935، اقترح صمويل هور وبيير لافال خطة سرية أُطلق عليها اسم اتفاقية هور-لافال، والتي كانت ستنهي الحرب وتسمح لإيطاليا بالسيطرة على مناطق واسعة من إثيوبيا. وافق موسوليني على التفكير والنظر في خطة اتفاقية هور-لافال لكسب الوقت لأنه كان خائفًا من عقوبات النفط ضد إيطاليا، لكنه لم يكن ينوي قبول الخطة. أثارت الخطة غضبًا وانتقادًا علنيًا شديدًا في المملكة المتحدة وفرنسا عندما تم تسريبها إلى وسائل الإعلام. اتُهم هور ولافال بخيانة الأحباش وأُسقطت خطتهم واستقال كلاهما من منصبه. لكن انتشر التصور بأن المملكة المتحدة وفرنسا لم تكونا جادتين بخصوص ميثاق عصبة الأمم. استمرت الحرب، وتحالف موسوليني مع أدولف هتلر.
في مارس 1936، سار هتلر بقواته إلى منطقة راينلاند، التي كانت منطقة محظورة بموجب معاهدة فرساي. كان الفرنسيون يائسين من الحصول على الدعم الإيطالي ضد العدوان الألماني المباشر على حدودهم، لذلك لم يتخذوا أي إجراء آخر بفرض عقوبات على أيطاليا. كانت فرنسا مستعدة لإعطاء الحبشة لموسوليني، لذلك تمكنت قواته من مواصلة حربها دون مقوامة نسبيًا من قبل دول أوروبا.
أُسقطت كل العقوبات التي وضعتها عصبة الأمم على إيطاليا بعد احتلال إيطاليا العاصمة الإثيوبية أديس أبابا في يوم 5 مايو 1936. اندمجت إثيوبيا مع المستعمرات الإيطالية الأخرى لتشكل كيانا جديد أُطلق عليه اسم شرق أفريقيا الإيطالية أو (أفريقيا الشرقية الإيطالية).
لم تستسلم إثيوبيا رسميًا أبدًا، وطلبت المساعدة من الدول الأجنبية. في 7 يونيو 1936 ألقى هيلا سيلاسي خطابا إلى عصبة الأمم. نتيجة لذلك، كانت هناك ست دول لم تعترف بالاحتلال الإيطالي في عام 1937 وهي الصين ونيوزيلندا والاتحاد السوفيتي وجمهورية إسبانيا والمكسيك والولايات المتحدة. لم تكن السيطرة الإيطالية على إثيوبيا كاملة، بسبب النشاط المتواصل والملحوظ لحرب العصابات، الذي استخدمه البريطانيون لاحقًا لصالحهم خلال الحرب العالمية الثانية. ومع ذلك، بحلول عام 1940، كانت إيطاليا تسيطر بشكل كامل على ثلاثة أرباع اثيوبيا.

## النتائج
خلال الحرب العالمية الثانية انتهى وجود شرق أفريقيا الإيطالية بسرعة . ففي أوائل عام 1941، وكجزء من الحرب التي وقعت في شرق إفريقيا، شنت قوات الحلفاء عمليات هجومية ضد المستعمرة الإيطالية المعزولة. في 5 مايو 1941، وبعد خمس سنوات من استيلاء الإيطاليين على عاصمته، دخل الإمبراطور هيلا سيلاسي أديس أبابا.